# Guerra contra las pandillas en Honduras
La represión de las pandillas hondureñas de 2022, conocida en Honduras como el Régimen de Excepción, comenzó en diciembre de 2022 después de que se suspendieran partes de la constitución para combatir las pandillas criminales en el país.

## Despliegues militares
El 3 de diciembre de 2022, el gobierno de Honduras decidía imitar a El Salvador y a su gobernante, Nayib Bukele y al mismo tiempo recibir apoyo de Bukele y del país vecino, se anunció que se suspenderían algunos derechos constitucionales en las ciudades de Tegucigalpa y San Pedro Sula para tomar medidas enérgicas contra las bandas criminales en esas dos ciudades, en particular la Mara Salvatrucha (MS-13) y la Pandilla Calle 18. En esas ciudades, las pandillas son acusadas de extorsionar a los residentes a cambio de protección contra la violencia y de matar a las personas que se niegan a pagar. Según la Asociación por una Sociedad Más Justa, las pandillas ganan un estimado de US$737 millones a través de la extorsión Gustavo Sánchez, comisionado de la Policía Nacional, afirmó que el estado de excepción se mantendría por 30 días..
Xiomara Castro, presidenta de Honduras, condenó el uso de la extorsión por parte de las pandillas, afirmando que "[la extorsión] es una de las principales causas de inseguridad, migración, desplazamiento, pérdida de libertad, muertes violentas y cierre de pequeñas y medianas empresas". Con la estrategia integral contra la extorsión y delitos conexos anunciada hoy por la Policía Nacional, este gobierno de socialismo democrático le declara la guerra a la extorsión”. Según Leandro Osorio, excomisario de la Policía Nacional, la represión “llevaría a cabo acciones represivas" y "penetrarían" en las pandillas para capturar a sus líderes. Raúl Pineda Alvarado, analista de seguridad hondureño, afirmó que la represión sería una "imitación" de una represión similar de pandillas en El Salvador que comenzó en marzo de 2022.
La represión comenzó el 6 de diciembre de 2022 a las 18:00 horas. cuando 2.000 policías ingresaron a zonas controladas por las pandillas en Tegucigalpa y San Pedro Sula. El 8 de enero de 2023, la presidenta prorrogó el estado de excepción por 45 días.

### Construcción de cárceles
El 23 de marzo la presidenta Xiomara Castro propuso la idea de construir cárceles de máxima seguridad para el año 2023 con el objetivo de aislar a las bandas criminales y frenar su actuar desde las prisiones, según informó el director de la Policía Nacional de Honduras Gustavo Sánchez, explicó  en una entrevista a los medios de comunicación que los nuevos centros penitenciarios permitirán “aislar a estas personas que están siendo procesadas o están sentenciadas por delitos del crimen organizado, ser miembros de maras y pandillas, pertenecer a estructuras criminales, narcotráfico”.
Una de ellas se construirá en las Islas del Cisne en el país, la segunda se planea en una Patuca.